# كهويية السفلي (غوغر)
كهوییة السفلی (بالفارسية: کهوییه سفلی) هي قرية تقع في إيران في قسم غوغر الريفي.